# Windows 7
Windows 7 (укр. Віндовс 7) — операційна система Windows NT від компанії Microsoft для персональних комп'ютерів і ноутбуків, яка повністю вийшла 22 жовтня 2009 року, менше, ніж через три роки після випуску попередньої операційної системи, комерційно невдалої Windows Vista. Розробка Windows 7 під різними кодовими назвами велась з 2000 року. Над нею працювали 2500 осіб.
Станом на травень 2022 року, 12.62 % ПК з ОС Windows працюють під управлінням Windows 7, (і, таким чином 5,37 %  усіх пристроїв на різних платформах), а в Україні — 25.06 %. Ця версія все ще залишається популярною в таких країнах, як Венесуела (50 %), Туркменістан (46 %), Китай (40 %), Сирія (40 %) й Індія (25.18 %).

## Вибір назви
Кодова назва під час розробки ОС — Vienna. Windows 7, кодове найменування операційної системи Microsoft, стало її остаточною назвою. Про це мовилось в анонсі ОС, опублікованому в офіційному блозі Microsoft Windows Vista News. У Microsoft пояснили вибір назви її простотою, відзначаючи, що раніше Microsoft вже перепробувала декілька способів найменування своєї лінійки операційних систем. Windows 7 буде п'ятою схемою найменування. Крім того, це мала бути сьома версія Windows, якщо рахувати за внутрішніми версіями, але в реальності це версія 6.1. 
Перші версії Windows мали традиційну нумерацію версій аж до Windows 3.11. Потім з'явилися Windows 95, Windows 98 і Windows 2000, названі за відповідними роками. Також використовувалися буквені позначення типу Windows Me і Windows XP. Попередня версія називається Windows Vista (від англ. vista означає «вид», «перспектива»).

## Редакції
Усього Microsoft пропонує 6 різних варіантів постачання, проте через роздрібну мережу поширюються переважно версії Home Premium і Professional. Інші варіанти поширюються обмежено, наприклад, тільки для корпоративних клієнтів або тільки в країнах, що розвиваються. Всі варіанти Windows 7, крім найбільш спрощених, працюють як на 32-бітній, так і на 64-бітній платформах. Для приватних користувачів передбачається спеціальна сімейна версія: умови ліцензії дозволяють встановити її не на одному, а на двох або трьох комп'ютерах.
Початкова редакція (Windows 7 Starter) поширюється виключно з новими комп'ютерами, вона не включає функціональної частини для програвання H.264, ААС, Mpeg-2.
Домашня базова — призначена виключно для випуску в країнах, що розвиваються, в ній немає інтерфейсу Windows Aero з функціями Peek і Shake і передперегляду в панелі завдань, загального доступу до підключення в інтернет і деяких інших функцій.
У Професійній, Корпоративній і Максимальній є підтримка XP Mode.
Всі 32-бітові версії підтримують до 3 Гб ОЗП. 64-бітові редакції від 4 Гб (Домашня базова) до 192 Гб пам'яті у всіх останніх редакціях, за винятком Домашньої розширеної, в ній обмеження — 16 Гб.

### Таблиця порівняння версій
| Функція / Редакція                                                       | Початкова (Starter)                             | Домашня Базова (Home Basic)                                                                                    | Домашня Розширена (Home Premium)                | Професійна (Professional)                                                         | Корпоративна (Enterprise)                    | Максимальна (Ultimate)                       |
| ------------------------------------------------------------------------ | ----------------------------------------------- | --- | ----------------------------------------------- | --------------------------------------------------------------------------------- | -------------------------------------------- | -------------------------------------------- |
| Функція / Редакція                                                       | Продаж в роздріб і через OEM-ліцензування       | Продаж лише під корпоративними ліцензіями Retail (роздріб) та OEM ліцензування лише в країнах, що розвиваються | Продаж уроздріб (обмежено) і по OEM-ліцензіях   | Продаж уроздріб (обмежено) й по OEM-ліцензіях та в ліцензуванні у великих обсягах | Ліцензування у великих обсягах               | роздріб та OEM-ліцензування                  |
| Припинення підтримки                                                     | 14 січня 2020                                   | 14 січня 2020                                                                                                  | 14 січня 2020                                   | 14 січня 2020                                                                     | 14 січня 2020                                | 14 січня 2020                                |
| Максимальна фізична пам'ять (64-bit режим)                               | Н/Д                                             | 8 GB | 16 GB                                           | 192 GB                                                                            | 192 GB                                       | 192 GB                                       |
| 64-бітна та 32-бітна версії                                              | лише 32-бітна                                   | Обидві (64-бітний диск не входить сюди)                                                                        | Обидві                                          | Обидві                                                                            | Обидві                                       | Обидві                                       |
| Максимальна к-сть підтримуваних фізичних CPU                             | 1                                               | 1 | 2                                               | 2                                                                                 | 2                                            | 2                                            |
| Backup and Restore Center (Центр резервного копіювання та відновлення)   | Не взмозі зробити резервне копіювання до мережі | Не взмозі зробити резервне копіювання до мережі                                                                | Не взмозі зробити резервне копіювання до мережі | Так                                                                               | Так                                          | Так                                          |
| Можливість виступати як хост/клієнт-комп'ютер Віддаленого робочого столу | Лише як клієнт                                  | Лише як клієнт                                                                                                 | Лише як клієнт                                  | Так                                                                               | Так                                          | Так                                          |
| Функція «Домашня група» (створення і приєднання до групи)                | Лише приєднання                                 | Лише приєднання                                                                                                | Так                                             | Так                                                                               | Так                                          | Так                                          |
| Декілька моніторів одночасно                                             | Ні                                              | Так | Так                                             | Так                                                                               | Так                                          | Так                                          |
| Швидка зміна користувача                                                 | Ні                                              | Так | Так                                             | Так                                                                               | Так                                          | Так                                          |
| Зміна фонового малюнку стільниці                                         | Ні                                              | Так | Так                                             | Так                                                                               | Так                                          | Так                                          |
| Диспетчер вікон стільниці                                                | Ні                                              | Так | Так                                             | Так                                                                               | Так                                          | Так                                          |
| Центр мобільності Windows                                                | Ні                                              | Так | Так                                             | Так                                                                               | Так                                          | Так                                          |
| Інтерфейс Aero Glass                                                     | Ні                                              | Частково | Так                                             | Так                                                                               | Так                                          | Так                                          |
| Multitouch (мульти-дотик) і покращене розпізнавання рукописного введення | Ні                                              | Ні | Так                                             | Так                                                                               | Так                                          | Так                                          |
| Додаткові преміум ігри                                                   | Ні                                              | Ні | Так                                             | Вимкнено за-замовчуванням                                                         | Вимкнено за-замовчуванням                    | Так                                          |
| Windows Media Center                                                     | Ні                                              | Ні | Так                                             | Так                                                                               | Так                                          | Так                                          |
| Windows Media Player з функцією віддаленої передачі медіа                | Ні                                              | Ні | Так                                             | Так                                                                               | Так                                          | Так                                          |
| Logical Disk Manager (Менеджер логічних дисків)                          | Ні                                              | Ні | Ні                                              | Так                                                                               | Так                                          | Так                                          |
| EFS (система шифрування даних)                                           | Ні                                              | Ні | Ні                                              | Так                                                                               | Так                                          | Так                                          |
| Друк з врахуванням інформації про місце розташування                     | Ні                                              | Ні | Ні                                              | Так                                                                               | Так                                          | Так                                          |
| Мережевий друк                                                           | Ні                                              | Так | Так                                             | Так                                                                               | Так                                          | Так                                          |
| Можливість поділитися підключенням до інтернету                          | Ні                                              | Так | Так                                             | Так                                                                               | Так                                          | Так                                          |
| Режим презентації                                                        | Ні                                              | Ні | Ні                                              | Так                                                                               | Так                                          | Так                                          |
| Group Policy (Правило Групи)                                             | Ні                                              | Ні | Ні                                              | Так                                                                               | Так                                          | Так                                          |
| Оффлайнові файли та перенаправлення тек                                  | Ні                                              | Ні | Ні                                              | Так                                                                               | Так                                          | Так                                          |
| Підключення до домена сервера Windows                                    | Ні                                              | Ні | Ні                                              | Так                                                                               | Так                                          | Так                                          |
| Емулятор Windows XP                                                      | Ні                                              | Ні | Ні                                              | Так                                                                               | Так                                          | Так                                          |
| Правила обмеження програмами                                             | Ні                                              | Ні | Ні                                              | Так                                                                               | Так                                          | Так                                          |
| Віддалення Aero glass                                                    | Ні                                              | Ні | Ні                                              | Ні                                                                                | Так                                          | Так                                          |
| Windows Media Player мультимедійте перенаправлення                       | Ні                                              | Ні | Ні                                              | Ні                                                                                | Так                                          | Так                                          |
| Аудіо записування через Служби Терміналів                                | Ні                                              | Ні | Ні                                              | Ні                                                                                | Так                                          | Так                                          |
| Мульти-моніторові Служби Терміналів                                      | Ні                                              | Ні | Ні                                              | Ні                                                                                | Так                                          | Так                                          |
| Межі пошуку підприємства:130                                             | Ні                                              | Ні | Ні                                              | Ні                                                                                | Так                                          | Так                                          |
| Federated Search (федерований пошук)                                     | Ні                                              | Ні | Ні                                              | Ні                                                                                | Так                                          | Так                                          |
| AppLocker                                                                | Ні                                              | Ні | Ні                                              | Створювати правила, але не в змозі примусити виконувати                           | Створювати та Примушувати Виконувати Правила | Створювати та Примушувати Виконувати Правила |
| Шифрування дисків програмою BitLocker                                    | Ні                                              | Ні | Ні                                              | Ні                                                                                | Так                                          | Так                                          |
| BranchCache Розподілений кеш                                             | Ні                                              | Ні | Ні                                              | Ні                                                                                | Так                                          | Так                                          |
| Можливість даунгрейду до Vista або XP                                    | Ні                                              | Ні | Ні                                              | Так                                                                               | Так                                          | Так                                          |
| DirectAccess                                                             | Ні                                              | Ні | Ні                                              | Ні                                                                                | Так                                          | Так                                          |
| Підсистема для запуску Unix-застосунків                                  | Ні                                              | Ні | Ні                                              | Ні                                                                                | Так                                          | Так                                          |
| Багатомовне середовище для користувача                                   | Ні                                              | Ні | Ні                                              | Так, необхідно придбати окремо                                                    | Так                                          | Так                                          |
| Покращення Інфраструктури Віртуальної Стільниці:130                      | Ні                                              | Ні | Ні                                              | Ні                                                                                | Так                                          | Так                                          |
| Завантаження з VHD (файлу-образу Microsoft Virtual PC)                   | Ні                                              | Ні | Ні                                              | Ні                                                                                | Так                                          | Так                                          |
| Функція / Редакція                                                       | Початкова (Starter)                             | Домашня Базова (Home Basic)                                                                                    | Домашня Розширена (Home Premium)                | Професійна (Professional)                                                         | Корпоративна (Enterprise)                    | Максимальна (Ultimate)                       |

### Пов'язані з вимогами країн
- …N: для Європи, без Windows Media Player.
- …K: для Кореї. Містять посилання на ПЗ, альтернативне Windows Messenger і Windows Media Player.
- …KN: для Кореї і Європи, без Windows Media Player. Не містить посилань на скачування Windows Live Messenger і Windows Movie Maker.
- …E: для Євросоюзу, без Internet Explorer (вихід скасовано).

## Зовнішній огляд
Корпорація Microsoft вперше продемонструвала попередню робочу версію Windows 7, розповівши про її основні переваги і нововведення 28 жовтня 2008 року на конференції розробників в Лос-Анджелесі.
Найвідчутнішим нововведенням розробник називає широке застосування інтерфейсу вводу, що керується дотиком (touchscreen), в варіанті реагування на кілька дотиків водночас (multi-touch).
Істотно перероблений інтерфейс системи, панель завдань і меню «Пуск». Тепер назви програм і заголовки відкритих документів в панелі завдань не відображаються — тут немає ніякого тексту, а тільки іконки. Дістати доступ до основних функцій можна, не розгортаючи застосунок, — досить натиснути на відповідну іконку в панелі завдань правою кнопкою миші. Наприклад, у випадку з Windows Media Player користувач може відкрити список відтворення, а у випадку з Internet Explorer — проглянути зменшені зображення відкритих вебсторінок і перемкнутися між ними. У меню «Пуск» з'явився доступ до тек, що найчастіше відкривалися.

Панель завдань

При натисненні мишкою на вільне місце на робочому столі, всі відкриті вікна стають прозорими — це допомагає дістатися до віджетів, які в Windows 7 можуть розташовуватися довільно на робочому столі, а не в його певній частині, як в Vista. При перетягуванні вікна воно збільшується — коли користувач утримує його мишкою, і зменшується, коли відпускає в потрібному місці — як в Mac OS. Якщо відкрите вікно підвести до краю робочого столу, воно зменшиться до 50 % від номінального розміру — це зручно для організації вікон. Покращено виведення зображення на мультиекранні системи.
Windows 7 потрібно менше часу на перехід в сплячий режим і вихід з нього, а також на відновлення зв'язку з бездротовими мережами Wi-Fi, стверджує Microsoft. Установка і підготовка до роботи запам'ятовуючих та інших пристроїв, що підключаються через роз'єм USB «займає лічені секунди», пошук інформації на комп'ютері і сортування його результатів відбуваються також значно швидше.
Для перегляду вебсторінок в Windows 7 передбачена восьма версія браузера Internet Explorer. До нього, крім прискорених алгоритмів роботи, увійшов новий сервіс, що сповіщає про зміни на зазначеному раніше вебсайті.
Так само, як в Windows Vista, на робочому столі Windows 7 можна розмістити віджети — невеликі застосунки, що показують час, картинки, які транслюють текстові новини, що програють музичні або відеофайли і так далі.
Для любителів комп'ютерних ігор у новинці передбачена нова версія Games Explorer, яка здатна завантажувати новини та оновлення до вже встановлених ігор, а функція Play To допоможе відтворити обрану музику на сумісних комп'ютерах і пристроях в будинку. Також в систему додано розпізнавання почерку і покращена взаємодія з багатоядерними процесорами.
Контроль облікових записів менш нав'язлива, а Контрольну панель можна буде викликати з області повідомлень панелі завдань. Перероблений калькулятор, а в WordPad і Microsoft Paint може з'явитися інтерфейс, звичний для користувачів Microsoft Office 2007.
Крім того, в Windows 7 буде включена нова версія Windows Media Player.
В Windows 7 впроваджено нову вдосконалену технологію Natural ClearType, яка має зробити шрифти ще гладкішими.
До ОС також вбудовано близько 120 фонових малюнків, унікальних для кожної країни і мовної версії. Всі версії включають 50 нових шрифтів. У існуючих шрифтах пророблена робота над коректним відображенням всіх символів. Windows 7 — перша версія Windows, яка включає більше шрифтів для відображення нелатинських символів, ніж для відображення латинських. Для зручності управління панель управління шрифтами також зазнала поліпшення. За умовчанням, в ній відображуватимуться лише ті шрифти, розкладка для яких встановлена в системі. Реалізована підтримка Unicode 5.1. Панель пошуку Instant Search тепер розпізнає більше мов. Наприклад, розпізнаються російські відмінки, відміни, рід, однина і множина.

## Нові функції інтерфейсу

### Shake
У інтерфейс Windows Aero додана нова функція Aero Shake, що дозволяє згорнути всі неактивні вікна рухом миші. Для її активації досить захопити заголовок вікна і трохи «потрясти» вліво-управо.

### Peek
Функція Aero Peek дозволяє відображувати зменшені копії вікон при наведенні миші на значок панелі завдань, перемикатися між вікнами застосунку простим кліком по значку, перетягувати і фіксувати на панелі завдань різні вікна і застосунки, переглядати робочий стіл одним наведенням в спеціальну область екрану і багато що інше.

### Snap
Аналогічно функції Shake функція Aero Snap дозволяє рухом миші розвертати вікно на пів-екрану, весь екран або лише по вертикальній осі.

## Стилі оформлення
Windows 7 підтримує три варіанти оформлення, призначеного для користувацького інтерфейсу:
- Windows Aero — це оригінальний стиль оформлення з прозорими багатоколірними рамками вікон, вживаний за умовчанням для комп'ютерів з більш ніж 1 Гб оперативної пам'яті. Доступний на Windows 7 Home Premium, Windows 7 Professional і старших редакціях.
- Windows 7 — спрощений стиль — Windows Aero з деякими відключеними можливостями (наприклад, прозорість вікон і Windows Flip 3d). Вимоги до системи — такі ж, як і в Windows Aero. Доступний на всіх редакціях Windows 7, і є основним в редакції Windows 7 Starter. Цей стиль так само застосовується при запуску застосунків в режимі сумісності.
- Класична — мінімальні вимоги до системи, оформлення вікон в стилі «класичної» теми Windows XP. Доступні різні колірні схеми, зокрема, подібні до схем Windows 98; користувач може створювати свої колірні схеми.

## Мультимедіа
У Windows 7 використовується DirectX 11 і Windows Media Player 12. Останній отримав новий інтерфейс і є насправді універсальним, на відміну від попередника, якому була потрібна велика кількість кодеків для відтворення. Обмежена лише здатність відтворювати ліцензійні диски Blu-ray з відео, але є можливість зчитувати і записувати дані.

## Система
Microsoft планує встановлювати Windows 7, зокрема, і на нетбуки, що відрізняються невисокою потужністю. У зв'язку з цим вимоги Windows 7 до апаратного забезпечення — за що так лають Windows Vista — знижені. З другого боку, нова операційна система зможе підтримувати до 256 процесорів.
Представники Microsoft відзначили, що в новій Windows вдосконалено систему безпеки. Зокрема, покращено роботу User Account Control (UAC). У новій версії користувач зможе виставити рівень доступу для того, щоб вікно UAC не виникало щоразу при спробі змінити системні параметри.
Платформа розбита на три частини: ядро Windows 7 і основні файли, пакет Windows Live + Windows Live Essentials і пакет Windows Live Services. Виробники ПК дістануть можливість встановлювати пакет Windows Live Essentials, який забезпечить користувачів всім необхідним для початку роботи. До складу пакету увійдуть застосунки Windows Live Mail, Messenger, Movie Maker, Photo Gallery, Writer і деякі інші. Пакет Services, у свою чергу, призначений для роботи з Hotmail і іншими службами в інтернеті.
Обіцяно, що особлива увага була приділена сумісності платформ. Windows 7 розроблена на основі Vista, і всі застосунки, випущені для Vista, працюватимуть і на Windows 7. Щоразу при переході на нову ОС проблема сумісності викликає море критики. Користувачі виявили, що застосунки, які вони запускали на Windows XP, відмовилися працювати на Vista.
Впроваджено нову модель WDDM 1.1, що входить до DirectX 11 та яка має скоротити обсяги споживання відеопам'яті системою.
У Windows 7 також вбудовано Windows Defender та Брандмауер Windows.

## Бета-версія
Офіційно бета-версія 6.1.7000 була представлена 7 січня 2009 року на виставці CES 2009 та відкрита для скачування. Windows 7 Beta працюватиме до 1 серпня 2009 року. Починаючи з 1 липня 2009, ОС почне перезавантажуватися що дві години, нагадуючи про закінчення періоду роботи. Викачати Windows 7 Beta можна було до 10 лютого, починаючи з цього дня завантаження стало недоступне.
Виконавчий директор Microsoft Стів Баллмер представив громадськості бета-версію, окремо відзначивши, що продукт може похвалитися двома новими інструментами — Домашня група і Device Stage. Перший надає можливість об'єднання кількох ПК у щось схоже на обчислювальний кластер. Device Stage забезпечує сумісність ОС з цілим спектром периферійних пристроїв — БФП, мобільними телефонами, mp3-програвачами, вебкамерами тощо.
Докладніше — Список пристроїв, що підтримують Device Stage [Архівовано 19 березня 2009 у Wayback Machine.].
У цей час, Device Stage підтримують усі пристрої Microsoft.

## Версія-кандидат (Release Candidate)
Microsoft 5 травня 2009 розмістив на своєму сайті реліз-кандидат операційної системи Windows 7.
Офіційною версією-кандидатом Windows 7 Release Candidate стала збірка 7100.0.winmain win7rc.090421-1700, вона прошла підписання (engineering sign-off). 30 квітня ця версія нової операційної системи Microsoft була розіслана підписчикам сервісів MSDN і Technet. З відповідного розділу сайту Microsoft реліз-кандидат Windows 7 може викачати будь-хто зацікавлений. З 27 квітня користувачам RC-збірки Windows 7 Ultimate в Центрі оновлення стали доступні мовні пакети, в тому числі російський й український та ін. Він доступний як в 32- так і в 64-бітовій версіях.
Починаючи з 1 березня 2010 року ОС почне перезавантажуватися що дві години. 1 червня 2010 року ОС перестане працювати.
Також 3 червня 2009 року з'явилась IDX-збірка Windows 7 build 7201.0.winmain_win7ids.090601-1516. Ця збірка аналогічна 2-ій
версії-кандидату, що не буде представлена публічно.

## Комерційний реліз (Release to Manufacturing)
Продаж операційної системи Microsoft Windows 7 почався 22 жовтня 2009 року: одночасно у продажу з'явилися комп'ютери з передустановленою Windows 7, і користувачі змогли купити і коробочні версії цієї операційної системи 14-ма мовами світу. В Україні продаж розпочався дещо пізніше — 31 жовтня 2009 року, у цей день з'явилися версії ще 21-єю мовою світу.
Також став відомий графік робіт по збірці і підписанню фінального релізу:
- з 22 червня до 10 липня — збірка і пошук кандидатів на фінальний RTM реліз;
- 17 липня — підписання фінального RTM реліза (7600.16385.win7_rtm.090713-1255)

6.1.7600.16385.win7_rtm.090713-1255 — фінальний образ, який офіційно став доступний 22 жовтня (витік 25 липня (x86/x64)).
З 26 серпня користувачам Windows 7 Ultimate та Windows 7 Enterprise в Центрі оновлення стали доступними мовні пакети, в тому числі українська мова та ін.

### Ціни
Ціни для України будуть такими.
| Ціна              | Starter | Home Basic | Home Premium | Professional | Enterprise                          | Ultimate |
| ----------------- | ------- | ---------- | ------------ | ------------ | ----------------------------------- | -------- |
| Оновлення         | N/A     | N/A        | N/A          | N/A          | N/A                                 | N/A      |
| Нове встановлення | N/A     | $113       | $193         | $290         | Корпоративна версія, не для продажу | $360     |

## Пакет оновлень і підтримка

### Service Pack 1
14 січня 2011 року, співробітники компанії Microsoft отримали доступ до фінальної (RTM) версії першого пакету оновлень (SP1), після чого він миттєво з'явився в Інтернеті. Збірка отримала номер: 7601.17514.101119-1850. 22 лютого 2011 пакет оновлень 1 офіційно став доступний для вільного скачування через центр оновлень Windows. 14 січня 2020 року була завершена розширена підтримка Windows 7, однак за гроші можна отримувати оновлення на Windows 7 Professional та Enterprise.

### Завершення оновлень
20 вересня 2023 року, компанія Microsoft оголосила про видалення функції безкоштовного оновлення з Windows 7 та Windows 8 — до Windows 11. 

## Технічні вимоги
|                          | 32-бітна версія Windows 7                                   | 64-бітна версія Windows 7                                   |
| ------------------------ | ----------------------------------------------------------- | ----------------------------------------------------------- |
| Центральний процесор     | x86 чи x64 з тактовою частотою 1 ГГц                        | x64 з тактовою частотою 1 ГГц                               |
| Оперативна пам'ять       | 1 Гб                                                        | 2 Гб                                                        |
| Відеоадаптер             | З підтримкою DirectX 9 та драйвера WDDM версії 1.0 та вище. | З підтримкою DirectX 9 та драйвера WDDM версії 1.0 та вище. |
| Вільний дисковий простір | 16 Гб                                                       | 20 Гб                                                       |
| Оптичні накопичувачі     | DVD-RW                                                      | DVD-RW                                                      |

Але можливий запуск системи з драйвером XDDM, наприклад для старих інтегрованих відеокарт Intel.
Для режиму Windows XP додатково потрібні 1 ГБ оперативної пам'яті, 15 ГБ на жорсткому диску і процесор з підтримкою апаратної віртуалізації з включеними технологіями Intel VT або AMD-V.

## Ринкова частка
Windows 7 була випущена 22 жовтня 2009 року. До кінця січня 2010 було продано понад 60 мільйонів копій операційної системи. Наприкінці квітня число проданих ліцензій перевищила 100 мільйонів. У червні 2010 Microsoft продала 150 мільйонів ліцензій Windows 7. У середньому щосекунди продається 7 копій системи, що є найбільшим показником за всю історію корпорації.
За перший рік з дня початку офіційних продаж було продано 240 мільйонів ліцензій на Windows 7. Станом на кінець січня 2011 (15 місяців реалізації ОС) було продано 300 мільйонів ліцензійних копій.
При цьому, згідно з виданим у червні 2010 року звітом Net Applucations, серед відвідувачів Інтернету Windows 7 своєю світовою часткою у 12.68 % поступається своїм попередникам Windows Vista (15.25 %) та Windows XP (62.55 %). Частково таку ситуацію можна пояснити припиненням продажів популярної Windows XP та продажем вже встановлених нових ОС разом з новими комп'ютерами.

Зараз Windows 7 є на деяких комп'ютерах, Тількі 3% Людей користуються нею, Windows 10(72.92%), Windows 11(23.72%)  та Windows 7(3.22%)

## Майбутнє Windows 7
Свого часу Windows 7 була однією з найпопулярніших операційних систем на ринку. Відтоді, як Windows 7 побачила світ, минуло вже п’ятнадцять років, і багато хто з користувачів ставлять собі питання: що ж буде з Windows 7 у майбутньому, особливо у 2025 році. Як не дивно, протягом 2025 року, Windows 7 буде експлуатуватися на багатьох старих пристроях, однак Microsoft може припинити підтримку деяких моделей, які більше не відповідатимуть мінімальним вимогам для встановлення системи. Це може торкнутися старих ноутбуків і комп’ютерів, які можуть виявитися недостатньо потужними для роботи Windows. Незважаючи на це, багато старих пристроїв продовжуватимуть працювати на Windows 7 без проблем, особливо якщо їхня продуктивність не є критично важливою. Наприклад, старі планшети та смартфони на базі Windows Phone 7 можуть продовжувати працювати, навіть якщо Microsoft вже припинила їхню підтримку. Також Windows 7 може використовуватися, як гостьова операційна система для віртуальних машин. Це дасть змогу користувачам запускати старі програми та ігри, які не працюють на сучасних ОС. Крім того, віртуальні машини забезпечують додатковий захист від шкідливих програм і вірусів. Windows 7 може використовуватися в освітніх установах для навчання студентів і викладачів, адже вона має низку особливостей, які роблять її зручною для використання. Вона цілком буде здатною забезпечити сумісність зі старими програмами та іграми. Таким чином, хоча система Windows 7 вже не отримує оновлень безпеки, вона все ще буде корисною для виконання певних завдань, як-от використання на старих комп’ютерах, навчання, тестування та забезпечення сумісності зі старим програмним забезпеченням.

## Критика
Під час бета-тестування і після офіційного випуску системи Windows 7 надійшли численні скарги користувачів ноутбуків, що заряд справних акумуляторів з нормальним часом автономної роботи більше двох годин «виснажується» за пів години і навіть швидше. Також є скарги на появу повідомлень про помилку з рекомендацією замінити акумулятор.
Критики нової операційної системи стверджують, що заяви Microsoft, ніби нова ОС буде значно швидша, позбавить від усіх проблем, які були у Vista, і послужить повноцінною заміною Windows XP, — не більше ніж реклама, і Windows 7, хоч і приносить виправлення деяких проблем Vista, які утрудняли роботу користувача, не має інших істотних поліпшень.
Критика ґрунтується на таких аргументах:
- Windows 7 має такі ж високі системні вимоги, як і Vista. Так, рекомендовані Microsoft апаратні вимоги для нормальної роботи Windows 7 і Vista становлять 1 ГБ оперативної і 16 ГБ дискової пам'яті[55], тоді як для Windows XP вони становлять 128 МБ оперативної пам'яті і 1,5 ГБ на диску[56];
- Результати незалежних тестів показують, що застосунки на Windows 7 працюють ненабагато швидше, ніж на Vista, і повільніше, ніж на старій Windows XP[57];
- Низька продуктивність системи, показана у ряді незалежних тестів, пов'язана з ускладненням ОС і, отже, інтенсивнішим використанням обчислювального ресурсу, що, у свою чергу, може виражатися у збільшенні енергоспоживання і зниженні часу роботи батарей нетбуків до 30 % в порівнянні з Windows XP[58][59].

### Windows 7 Sins
Фонд вільного програмного забезпечення розгорнув кампанію Windows 7 Sins [Архівовано 5 травня 2021 у Wayback Machine.] (сім гріхів), в якій, крім загальної критики власницького програмного забезпечення, заявляє:
- В Windows 7 використовуються технології, котрі дозволяють Microsoft вторгатися в особисте життя користувача;
- В Windows 7 всюди використовується DRM, за допомогою якого користувача замикають на продукцію конкретних постачальників і в першу чергу Microsoft.

## Виноски
1. ↑  Nash, Mike (14 жовтня 2008). Why 7?. The Windows Blog. Архів оригіналу за 9 лютого 2010. Процитовано 3 грудня 2009.
2. ↑  Thadani, Rahul (6 вересня 2010). Windows 7 System Requirements. Buzzle. Архів оригіналу за 6 липня 2017. Процитовано 27 лютого 2014.
3. ↑  2500 працівників Microsoft працюють над створенням Windows 7 (російською) . Архів оригіналу за 26 червня 2013. Процитовано 27 жовтня 2009.
4. ↑  Desktop Windows Version Market Share Worldwide. StatCounter Global Stats (англ.). Архів оригіналу за 20 квітня 2019. Процитовано 15 червня 2021.
5. ↑  Desktop Windows Version Market Share Ukraine | StatCounter Global Stats. Архів оригіналу за 8 вересня 2021. Процитовано 19 липня 2021.
6. ↑  Desktop Windows Version Market Share Turkmenistan. StatCounter Global Stats (англ.). Архів оригіналу за 4 травня 2021. Процитовано 1 листопада 2020.
7. ↑  Desktop Windows Version Market Share Bolivarian Republic Of Venezuela. StatCounter Global Stats (англ.). Архів оригіналу за 25 червня 2020. Процитовано 12 серпня 2020.
8. ↑  Desktop Windows Version Market Share Bolivarian Republic Of Venezuela. StatCounter Global Stats (англ.). Архів оригіналу за 25 червня 2020. Процитовано 12 серпня 2020.
9. ↑  Desktop Windows Version. StatCounter Global Stats (англ.). Архів оригіналу за 6 серпня 2020. Процитовано 12 серпня 2020.
10. ↑  Introducing Windows 7 — Windows Vista News, 13.10.2008. Архів оригіналу за 14.10.2008. Процитовано 14.10.2008. [Архівовано 2008-10-14 у Wayback Machine.]
11. ↑  Під керуванням якої версії Windows працює мій комп’ютер? - Підтримка від Microsoft. support.microsoft.com. Процитовано 19 грудня 2023.
12. ↑  Усі версії Windows 7 --Що Вам Треба Знати (англійською) . ExtremeTech. 5 лютого 2009. Архів оригіналу за 5 лютого 2012. Процитовано 5 лютого 2009. [Архівовано 2012-02-18 у Wayback Machine.]
13. ↑  Thurrott, Paul (3 лютого 2009). Windows 7 Редакції продукта (англійською) . Архів оригіналу за 12 грудня 2009. Процитовано 3 лютого 2009.
14. ↑  Редакції Windows 7 — функції на параді (англійською) . Softpedia. 5 лютого 2009. Архів оригіналу за 5 лютого 2012. Процитовано 5 лютого 2009.
15. ↑  Windows 7: яка редакція підійде Вам? (англійською) . PCWorld. 3 лютого 2009. Архів оригіналу за 5 лютого 2012. Процитовано 5 лютого 2009. [Архівовано 2011-12-28 у Wayback Machine.]
16. ↑  Microsoft робить відомими 'кричущі пропозиції' для Windows 7 (англійською) . ZDNet. 25 червня 2009. Архів оригіналу за 5 лютого 2012. Процитовано 25 червня 2009. [Архівовано 2012-03-01 у Wayback Machine.]
17. ↑  How to Tell: Географічно обмежене програмне забезпечення від Майкрософт (англійською) . Microsoft. Архів оригіналу за 26 червня 2013. Процитовано 17 листопада 2009.
18. ↑  Foley, Mary-Jo (3 лютого 2009). Редакції Windows 7 від Microsoft'а вишикувалися: гарне, погане та потворне (англійською) . ZDNet. Архів оригіналу за 5 лютого 2012. Процитовано 17 лютого 2009. [Архівовано 2011-12-28 у Wayback Machine.]
19. ↑  Bott, Ed (3 червня 2009). Від Початкової до Ультра: що насправді входить в кожну з редакцій Windows 7? (англійською) . ZDNet. Архів оригіналу за 5 лютого 2012. Процитовано 14 серпня 2009. [Архівовано 2011-12-31 у Wayback Machine.]
20. 1 2  Windows 7 Volume License and Trial Availability. Архів оригіналу за 16 лютого 2010. Процитовано 18 травня 2010.
21. ↑  Support Lifecycle index. Архів оригіналу за 19 жовтня 2009. Процитовано 18 травня 2010.
22. ↑  All 32-bit variants of Windows 7 are limited to 4 GB of physical memory. However, because of the PCI hole,never mentioned or described in this article—should at least be linked[прояснити] 32-bit installations of Windows 7 will report less than 4 GB of memory. Windows 7 Starter is limited to 2GB.
23. ↑  Physical Memory Limits for Windows Releases. Microsoft. Архів оригіналу за 22 червня 2010. Процитовано 29 жовтня 2009.
24. ↑  End User License Terms for Microsoft Software (англ.). Архів оригіналу за 10 лютого 2010. Процитовано 18 лютого 2010.
25. ↑  Which one is right for you? — Microsoft Windows. Архів оригіналу за 28 серпня 2009. Процитовано 18 травня 2010.
26. ↑  Функція Windows Media Player що дозволяє використовувати та контролювати медіа бібліотеки на інших комп'ютерах
27. 1 2 3 4 5 6  Редакція Windows 7 N не включає Windows Media Player.
28. ↑  You cannot select or format a hard disk partition when you try to install Windows Vista, Windows 7 or Windows Server 2008 R2. Архів оригіналу за 17 червня 2010. Процитовано 18 травня 2010.
29. 1 2 3 4  Windows 7 Product Guide. Архів оригіналу за 24 листопада 2009. Процитовано 18 травня 2010.
30. ↑  Windows Virtual PC включаючи повну копію 32-бітної Windows XP разом з Service Pack 3 що використовує Remote Desktop Protocol аби відображати індивідуалні застосунки інтегровані з операційною системою хостом (Windows 7). Windows XP Mode доступне як безкоштовне завантаження з вебсайту Microsoft.
31. ↑  Terminal services team (23 червня 2009). Aero Glass Remoting in Windows Server 2008 R2. Microsoft. Архів оригіналу за 27 червня 2009. Процитовано 16 вересня 2009.
32. 1 2 3 4  Terminal Services Team (21 серпня 2009). Remote Desktop Connection 7 for Windows 7, Windows XP & Windows Vista. Microsoft. Архів оригіналу за 27 серпня 2009. Процитовано 27 жовтня 2009.
33. ↑  Microsoft Windows Enterprise: Windows 7 Features. Microsoft. Архів оригіналу за 27 вересня 2009. Процитовано 24 листопада 2009.
34. ↑  Windows 7 Features Revealed. Архів оригіналу за 31 жовтня 2008. Процитовано 29 жовтня 2008. [Архівовано 2008-10-31 у Wayback Machine.]
35. ↑  First look at Windows 7's User Interface. Архів оригіналу за 12 листопада 2008. Процитовано 29 жовтня 2008.
36. ↑  Windows 7 Release Candidate: Download instructions. Архів оригіналу за 6 травня 2009. Процитовано 6 травня 2009.
37. ↑  Microsoft Windows 7 to hit market in October — Reuters, 02.06.2009
38. ↑  Microsoft объявила стоимость Windows 7 в России и Украине. TUT.BY. 7 липня 2009. Архів оригіналу за 23 вересня 2009. [Архівовано 2009-09-23 у Wayback Machine.] (рос.)
39. ↑  Выход публичной версии Windows 7 SP1 ожидается 22 февраля[недоступне посилання з лютого 2019](рос.)
40. ↑  Windows Ends Installation Path for Free Windows 7/8 Upgrade. Created Date: 2023-09-20
41. ↑  Microsoft припинила безкоштовно оновлювати попередні версії Windows. 30.09.2023, 18:45
42. ↑  Архівована копія. Архів оригіналу за 25 серпня 2009. Процитовано 26 серпня 2009.{{cite web}}:  Обслуговування CS1: Сторінки з текстом «archived copy» як значення параметру title (посилання)
43. ↑  150 Million Licenses of Windows 7 Sold, Windows Live Betas Announced. Архів оригіналу за 25 червня 2010. Процитовано 24 червня 2010.
44. ↑  Windows 7 взяла бар'єр в 300 мільйонів проданих ліцензійних копій. Архів оригіналу за 10 липня 2011. Процитовано 30 січня 2011.
45. ↑  Архівована копія. Архів оригіналу за 3 січня 2012. Процитовано 24 червня 2010.{{cite web}}:  Обслуговування CS1: Сторінки з текстом «archived copy» як значення параметру title (посилання)
46. ↑  Microsoft припинив оптові продажі Windows XP
47. ↑  Microsoft напоминает о прекращении продаж и сроках поддержки Windows XP [Архівовано 8 квітня 2011 у Wayback Machine.](рос.)
48. ↑  Windows 7: Майбутнє операційної системи у 2025 році. // Автор: Митник Михайло. 15.04.2024
49. ↑  Windows 7 «з'їдає» батарейку (російською) . Архів оригіналу за 4 лютого 2010. Процитовано 3 лютого 2010. [Архівовано 2010-02-04 у Wayback Machine.]
50. ↑  Microsoft looking into Windows 7 battery life failures. Архів оригіналу за 5 лютого 2010. Процитовано 3 лютого 2010.
51. ↑  Критика Windows 7 со стороны Apple. Архів оригіналу за 16 червня 2010. Процитовано 15 березня 2011. [Архівовано 2010-06-16 у Wayback Machine.]
52. ↑  Впечатления о WINDOWS 7. Архів оригіналу за 22 липня 2010. Процитовано 15 березня 2011.
53. ↑  Windows 7: быстрее или умнее?. Архів оригіналу за 23 червня 2011. Процитовано 15 березня 2011.
54. ↑  Performance improvements — Windows 7 features — Microsoft Windows. Архів оригіналу за 23 лютого 2011. Процитовано 15 березня 2011.
55. ↑  Системні вимоги ОС Windows. Архів оригіналу за 11 березня 2011. Процитовано 15 березня 2011.
56. ↑  Системные требования Microsoft Windows XP. Архів оригіналу за 2 серпня 2009. Процитовано 15 березня 2011.
57. ↑  Порівняння швидкодії Windows XP, Windows Vista і Windows 7. Архів оригіналу за 22 квітня 2011. Процитовано 15 березня 2011.
58. ↑  Windows 7 проигрывает Windows XP по времени автономной работы нетбуков. Архів оригіналу за 2 квітня 2015. Процитовано 17 лютого 2019.
59. ↑  Windows 7 оказалась убийцей аккумуляторов. Архів оригіналу за 8 вересня 2011. Процитовано 15 березня 2011.